# Pablo Cavallero
Pablo Oscar Cavallero Rodríguez (Lomas de Zamora, Provincia de Buenos Aires, Argentina; 13 de abril de 1974) es un exfutbolista y dirigente deportivo de fútbol argentino. Jugaba como portero y su primer equipo fue Vélez Sarsfield.

## Selección nacional
Disputó el Preolímpico Sudamericano de 1996 con sede en Argentina, siendo titular en todos los partidos. Tras la clasificación (quedando segundo en el preolímpico) fue convocado a los Juegos Olímpicos de Atlanta 1996, en donde el arrancó como suplente en los primeros dos partidos siendo Carlos Bossio el titular, pero a partir del tercer partido con Túnez se iba a quedar con la titularidad hasta el final del torneo. La albiceleste obtuvo la medalla de plata tras perder con Nigeria en la final 3-2.
Con la selección argentina (mayor) debutó en octubre de 1996 ante Venezuela. Participó en el mundial de 1998 (como suplente), en el de 2002 (siendo titular) y en la Copa América 2004 (como suplente).
Cavallero jugó 26 veces para Argentina en un período de ocho años.

### Participaciones en fases finales
| Copa                             | Sede                | Resultado        | Partidos | GR   |
| -------------------------------- | ------------------- | ---------------- | -------- | ---- |
| Preolímpico Sudamericano de 1996 | Argentina           | Subcampeón       | 7        | (-2) |
| Juegos Olímpicos 1996            | Atlanta             | Medalla de plata | 4        | (-4) |
| Copa Mundial 1998                | Francia             | Cuartos de final | 0        | 0    |
| Copa Mundial 2002                | Corea del Sur Japón | Primera fase     | 3        | (-2) |
| Copa América 2004                | Perú                | Subcampeón       | 0        | 0    |

### Participaciones en eliminatorias
| Eliminatorias      | Resultado   | Partidos | GR   |
| ------------------ | ----------- | -------- | ---- |
| Eliminatorias 1998 | Clasificado | 2        | (-2) |
| Eliminatorias 2002 | Clasificado | 2        | (-2) |
| Eliminatorias 2006 | Clasificado | 6        | (-6) |

## Estadísticas

### Clubes
| Club | Div.          | Temporada     | Liga  | Liga   | Copas nacionales(1) | Copas nacionales(1) | Torneos internacionales(2) | Torneos internacionales(2) | Total | Total  |
| Club | Div.          | Temporada     | Part. | Goles  | Part.               | Goles               | Part.                      | Goles                      | Part. | Goles  |
| --- | ------------- | ------------- | ----- | ------ | ------------------- | ------------------- | -------------------------- | -------------------------- | ----- | ------ |
| C. A. Vélez Sarsfield Argentina | 1.ª           | 1996-97       | 14    | (-16)  | —                   | —                   | —                          | —                          | 14    | (-16)  |
| C. A. Vélez Sarsfield Argentina | 1.ª           | 1997-98       | 1     | (-1)   | —                   | —                   | —                          | —                          | 1     | (-1)   |
| C. A. Vélez Sarsfield Argentina | Total club    | Total club    | 15    | (-17)  | —                   | —                   | —                          | —                          | 15    | (-17)  |
| Unión de Santa Fe Argentina | 1.ª           | 1998-99       | 34    | (-6)   | —                   | —                   | —                          | —                          | 34    | (-6)   |
| R. C. D. Espanyol · España | 1.ª           | 1999-00       | 26    | (-30)  | 5                   | (-3)                | —                          | —                          | 31    | (-33)  |
| R. C. Celta de Vigo · España | 1.ª           | 2000-01       | 21    | (-25)  | 5                   | (-6)                | 5                          | (-4)                       | 31    | (-35)  |
| R. C. Celta de Vigo · España | 1.ª           | 2001-02       | 32    | (-35)  | 0                   | 0                   | 1                          | (-3)                       | 33    | (-38)  |
| R. C. Celta de Vigo · España | 1.ª           | 2002-03       | 36    | (-27)  | 0                   | 0                   | —                          | —                          | 36    | (-27)  |
| R. C. Celta de Vigo · España | 1.ª           | 2003-04       | 32    | (-53)  | 1                   | (-4)                | 6                          | (-8)                       | 39    | (-65)  |
| R. C. Celta de Vigo · España | 2.ª           | 2004-05       | 0     | 0      | 0                   | 0                   | —                          | —                          | 0     | 0      |
| R. C. Celta de Vigo · España | Total club    | Total club    | 121   | (-140) | 6                   | (-10)               | 12                         | (-15)                      | 139   | (-165) |
| Levante U. D. · España | 1.ª           | 2004-05       | 0     | 0      | 0                   | 0                   | —                          | —                          | 0     | 0      |
| Levante U. D. · España | 2.ª           | 2005-06       | 38    | (-32)  | 0                   | 0                   | —                          | —                          | 38    | (-32)  |
| Levante U. D. · España | 1.ª           | 2006-07       | 5     | (-14)  | 2                   | (-1)                | —                          | —                          | 7     | (-15)  |
| Levante U. D. · España | 1.ª           | 2007-08       | 0     | 0      | 0                   | 0                   | —                          | —                          | 0     | 0      |
| Levante U. D. · España | Total club    | Total club    | 43    | (-46)  | 2                   | (-1)                | —                          | —                          | 45    | (-47)  |
| C. A. Peñarol · Uruguay | 1.ª           | 2008-09       | 15    | (-16)  | —                   | —                   | 2                          | (-4)                       | 17    | (-20)  |
| Total carrera | Total carrera | Total carrera | 254   | (-255) | 13                  | (-14)               | 14                         | (-19)                      | 281   | (-288) |
| (1) Incluye datos de la Copa del Rey (1999-07). (2) Incluye datos de la Copa de la UEFA (2000-02), Liga de Campeones (2003-04) y Copa Libertadores (2008). |               |               |       |        |                     |                     |                            |                            |       |        |

### Selección nacional
| Selección          | Año             | Amistoso | Amistoso | Eliminatorias | Eliminatorias | Copa América | Copa América | Mundial | Mundial | Preolímpico | Preolímpico | Juegos Olímpicos | Juegos Olímpicos | Total | Total |
| Selección          | Año             | Part.    | Goles    | Part.         | Goles         | Part.        | Goles        | Part.   | Goles   | Part.       | Goles       | Part.            | Goles            | Part. | Goles |
| ------------------ | --------------- | -------- | -------- | ------------- | ------------- | ------------ | ------------ | ------- | ------- | ----------- | ----------- | ---------------- | ---------------- | ----- | ----- |
| Sub-23 Argentina   | 1996            | ?        | ?        | —             | —             | —            | —            | —       | —       | 7           | (-2)        | 4                | (-4)             | 11    | (-6)  |
| Sub-23 Argentina   | Total           | ?        | ?        | —             | —             | —            | —            | —       | —       | 7           | (-2)        | 4                | (-4)             | 11    | (-6)  |
| Absoluta Argentina | 1996            | 0        | 0        | 2             | (-2)          | —            | —            | —       | —       | —           | —           | —                | —                | 2     | (-2)  |
| Absoluta Argentina | 1997            | 0        | 0        | 0             | 0             | —            | —            | —       | —       | —           | —           | —                | —                | 0     | 0     |
| Absoluta Argentina | 1998            | 2        | 0        | 0             | 0             | —            | —            | 0       | 0       | —           | —           | —                | —                | 2     | 0     |
| Absoluta Argentina | 1999            | 0        | 0        | 0             | 0             | —            | —            | —       | —       | —           | —           | —                | —                | 0     | 0     |
| Absoluta Argentina | 2000            | 1        | 0        | 0             | 0             | —            | —            | —       | —       | —           | —           | —                | —                | 1     | 0     |
| Absoluta Argentina | 2001            | 0        | 0        | 2             | (-2)          | —            | —            | —       | —       | —           | —           | —                | —                | 2     | (-2)  |
| Absoluta Argentina | 2002            | 2        | 0        | 0             | 0             | —            | —            | 3       | (-2)    | —           | —           | —                | —                | 5     | (-2)  |
| Absoluta Argentina | 2003            | 5        | (-5)     | 4             | (-3)          | —            | —            | —       | —       | —           | —           | —                | —                | 9     | (-8)  |
| Absoluta Argentina | 2004            | 3        | (-3)     | 2             | (-3)          | 0            | 0            | —       | —       | —           | —           | —                | —                | 5     | (-6)  |
| Absoluta Argentina | Total           | 13       | (-8)     | 10            | (-10)         | 0            | 0            | 3       | (-2)    | —           | —           | —                | —                | 26    | (-20) |
| Total selección    | Total selección | 13       | (-8)     | 10            | (-20)         | 0            | 0            | 3       | (-2)    | 7           | (-2)        | 4                | (-4)             | 37    | (-26) |

## Palmarés

### Campeonatos nacionales
| Título           | Club                  | País      | Año    |
| ---------------- | --------------------- | --------- | ------ |
| Primera División | C. A. Vélez Sarsfield | Argentina | C-1996 |
| Primera División | C. A. Vélez Sarsfield | Argentina | C-1998 |
| Copa del Rey     | R. C. D. Espanyol     | España    | 2000   |

### Campeonatos internacionales
| Título                 | Club                            | Sede            | Año  |
| ---------------------- | ------------------------------- | --------------- | ---- |
| Juegos Olímpicos       | Selección olímpica de Argentina | Atlanta         | 1996 |
| Copa Interamericana    | C. A. Vélez Sarsfield           | Buenos Aires    | 1996 |
| Supercopa Sudamericana | C. A. Vélez Sarsfield           | Buenos Aires    | 1996 |
| Recopa Sudamericana    | C. A. Vélez Sarsfield           | Kōbe            | 1997 |
| Copa Intertoto         | R. C. Celta de Vigo             | San Petersburgo | 2000 |

### Distinciones individuales
| Distinción                                     | Año  |
| ---------------------------------------------- | ---- |
| FIFA XI                                        | 2002 |
| Trofeo Zamora de la Primera División de España | 2003 |
| Tercer lugar en el Trofeo EFE                  | 2003 |